# Новогодишен концерт на Виенската филхармония
Новогодишният концерт на Виенската филхармония е най-гледаният новогодишен концерт за класическа музика в света.
Програмата му се съставя предимно от творби на композиторите от семейство Щраус (Йохан Щраус (баща), Йохан Щраус (син), Йозеф Щраус, Едуард Щраус). През 2015 година се излъчва на живо по телевизията в над 90 държави и се гледа от повече от 50 милиона зрители. Продуцент е Австрийската обществена радиотелевизионна компания, а събитието се провежда в Голямата зала на сградата на Виенското музикално сдружение.

## История
Концертът за пръв път се състои на 31 декември 1939 г. Според анонси във вестниците е бил извънреден концерт на Виенската филхармония с цел събирането на средства за Фондацията „Винтерхилфверк“ създадена от националсоциалистите за да поеме част от държавните социални услуги и облекчи бюджета по време на война. Диригент е бил Клеменс Краус.
След втория концерт, състоял се през 1941 г., датата на провеждане е 1 януари. От 1952 концерт със същия репертоар се изпълнява и всеки 31 декември, но без да бъде така телевизионно и медийно отразяван.

От 1958 г. концертът завърша с три биса след основната програмата. Първият бис по традиция е бърза полка. Вторият е валсът „Синият Дунав“ по Йохан Щраус (син), чието начало се прекъсва от ръкопляскания на публиката. В този момент музикантите и диригентът поздравяват всички за новата година. Третият бис е „Радецки марш“ на Йохан Щраус (баща). 
По време на това последно изпълнение публиката ръкопляска в ритъма на музиката и диригентът се обръща към нея. Изключения в тази традиция са годините 1967, когато „Синият Дунав“ е бил част от основната програма и 2005 г., когато „Радецки марш“ не се изпълнява от уважение към жертвите от земетресението и последвалото го цунами в Югоизточна Азия на 26 декември 2004 г.
Цветята в зала между 1980 и 2013 години са подарък от италианския град Санремо. 2014 за пръв път Виенската филхармония предоставя флоралната декорация. За украсата на концертната зала са нужни около 30.000 цветя.
Често участва Хора на виенските момчета. Въпреки че програмата е доминирана от династията Щраус обикновено се включват и творби от други композитори, сред тях са Йозеф Ланер, Йоханес Брамс и Йозеф Хайдн.

## Диригенти
| Клеменс Краус (1893 – 1954)       | 1939, 1941 – 1945, 1948 – 1954      |
| Йосеф Крипс (1902 – 1974)         | 1946 – 1947                         |
| Вили Босковски (1909 – 1991)      | 1955 – 1979                         |
| Лорин Маазел (1930 – 2014)        | 1980 – 1986, 1994, 1996, 1999, 2005 |
| Херберт фон Караян (1908 – 1989)  | 1987                                |
| Клаудио Абадо (1933 – 2014)       | 1988, 1991                          |
| Карлос Клайбер (1930 – 2004)      | 1989, 1992                          |
| Зубин Мета (р. 1936)              | 1990, 1995, 1998, 2007, 2015        |
| Рикардо Мути (р. 1941)            | 1993, 1997, 2000, 2004, 2018, 2021  |
| Николаус Харнонкурт (1929 – 2016) | 2001, 2003                          |
| Сейджи Озава (р. 1935)            | 2002                                |
| Марис Янсонс (1943 – 2019)        | 2006, 2012, 2016                    |
| Жорж Претр (р. 1924)              | 2008, 2010                          |
| Даниел Баренбойм (р. 1942)        | 2009, 2014, 2022                    |
| Франц Велсер-Мьост (р. 1960)      | 2011, 2013, 2023                    |
| Густаво Дудамел (р. 1981)         | 2017                                |
| Кристиан Тилеман (р. 1959)        | 2019, 2024                          |
| Андрис Нелсонс (р. 1978)          | 2020                                |

## Билети
Една част от билетите винаги са предварително резервирани за членове на Виенското музикално сдружение (на немски: Musikverein) и за официални лица като президента на Австрия и дипломати. За правото да се закупят останалите карти, поради големия интерес и за да се даде равен шанс на всички любители на музиката от цял свят, се разиграва томбола. Заявките за участие се приемат само по Интернет страницата на Виенската филхармония, обикновено в периода януари-февруари всяка година. Цените на билетите за новогодишния концерт на 1 януари 2017 година са между 35 и 1090 евро.